# Borgkælderens mysterium
Borgkælderens mysterium è un film muto del 1914 diretto e interpretando da Einar Zangenberg nel ruolo di un capo gang. Tra gli altri interpreti, Edith Buemann, Sophus Erhardt, Peter Malberg, Edith Buemann, Oda Rostrup, Herman Sørensen, August Wehmer.

## Trama
Rosa, cameriera in casa Wicksham, si innamora di Felix, membro di una banda criminale. I malviventi della gang, venuti a sapere che nella casa dovrebbe trovarsi un misterioso tesoro, stanno mettendo a punto un piano per penetrare nella ricca residenza.

## Produzione
Il film fu prodotto dalla Kinografen.

## Distribuzione
In Danimarca, il film fu presentato in prima al Kinografen di Copenaghen il 2 novembre 1914.